# Pluto (stripfiguur)
Pluto is een fictieve hond in de tekenfilms en stripverhalen van Disney, gecreëerd door Walt Disney.

## Ontstaansgeschiedenis
Pluto verscheen voor het eerst in 1930 in de cartoon The Chain Gang als een bloedhond die op het spoor was van een ontsnapte gevangene en heette toen nog Rover. Zijn huidige naam Pluto dankt hij aan de gelijknamige planeet (sinds 2006 dwergplaneet) die in datzelfde jaar werd ontdekt.
Pluto begon aanvankelijk als het huisdier van Minnie Mouse. In de film The Moose Hunt (1931) werd zijn naam veranderd in Pluto en kreeg hij zijn nieuwe baasje, Mickey Mouse.
Vanaf 1937 krijgt Pluto zijn eigen tekenfilmserie. De eerste hiervan was Pluto`s Quin-Puplets.
In de meeste verhalen is Pluto te zien als Mickeys trouwe viervoeter, maar soms komt Pluto's baas helemaal niet in beeld en krijgt Pluto het aan de stok met Knabbel en Babbel of met andere honden.

## Stemacteurs
Bill Farmer is de (Engelstalige) stemacteur voor Pluto.

## Filmografie
- The Chain Gang (Mickey Mouse, 1930)
- The Picnic (Mickey Mouse, 1930)
- The Moose Hunt (Mickey Mouse, 1931)

- The Delivery Boy (Mickey Mouse, 1931)
- Mickey Steps Out (Mickey Mouse, 1931)
- Blue Rhythm (Mickey Mouse, 1931)
- Fishin' Around (Mickey Mouse, 1931)
- The Barnyard Broadcast (Mickey Mouse, 1931)
- The Beach Party (Mickey Mouse, 1931)
- Mickey Cuts Up (Mickey Mouse, 1931)
- Mickey's Orphans (Mickey Mouse, 1931)
- The Duck Hunt (Mickey Mouse, 1932)
- The Grocery Boy (Mickey Mouse, 1932)
- Mad Dog (Mickey Mouse, 1932)
- Mickey's Revue (Mickey Mouse, 1932)
- Musical Farmer (Mickey Mouse, 1932)
- Mickey's Nightmare (Mickey Mouse, 1932)
- Trader Mickey (Mickey Mouse, 1932)
- Touchdown Mickey (Mickey Mouse, 1932)
- The Wayward Canary (Mickey Mouse, 1932)
- The Klondike Kid (Mickey Mouse, 1932)
- Mickey's Good Deed (Mickey Mouse, 1932)
- Just Dog (Silly Symphonies, 1932)
- Building a Building (Mickey Mouse, 1933)
- Mickey's Pal Pluto (Mickey Mouse, 1933)
- Mickey's Gala Premier (Mickey Mouse, 1933)
- Puppy Love (Mickey Mouse, 1933)
- Playful Pluto (Mickey Mouse, 1934)
- Gulliver Mickey (Mickey Mouse, 1934)
- Mickey Plays Papa (Mickey Mouse, 1934)
- Mickey's Kangaroo (Mickey Mouse, 1935)
- Mickey's Garden (Mickey Mouse, 1935)
- Pluto's Judgement Day (Mickey Mouse, 1935)
- On Ice (Mickey Mouse, 1935)
- Mother Pluto (Silly Symphonies, 1936)
- Mickey's Grand Opera (Mickey Mouse, 1936)
- Alpine Climbers (Mickey Mouse, 1936)
- Donald and Pluto (Mickey Mouse, 1936)
- Mickey's Elephant (Mickey Mouse, 1936)
- The Worm Turns (Mickey Mouse, 1937)
- Pluto's Quin-puplets (1937)
- Hawaiian Holiday (Mickey Mouse, 1937)
- Mickey's Parrot (Mickey Mouse, 1938)
- Beach Picnic (Donald Duck, 1939)
- Society Dog Show (Mickey Mouse, 1939)
- Mickey's Surprise Party (Mickey Mouse, 1939)
- The Pointer (Mickey Mouse, 1939)
- Donald's Dog Laundry (Donald Duck, 1940)
- Put-Put Troubles (Donald Duck, 1940)
- Bone Trouble (1940)
- Pantry Pirate (1940)
- Pluto's Dream House (Mickey Mouse, 1940)
- Mr. Mouse Takes a Trip (Mickey Mouse, 1940)
- Pluto's Playmate (1941)
- A Gentleman's Gentleman (Mickey Mouse, 1941)
- Canine Caddy (Mickey Mouse, 1941)
- Baggage Buster (Goofy, 1941)
- Lend a Paw (Mickey Mouse, 1941)
- Pluto Junior (1942)
- The Army Mascot (1942)
- The Sleepwalker (1942)
- T-Bone for Two (1942)
- Out of the Frying Pan into the Firing Line (propagandafilm, 1942)
- Pluto at the Zoo (1942)
- Private Pluto (1943)
- Pluto and the Armadillo (Mickey Mouse, 1943)
- Victory Vehicles (Goofy (cameo), 1943)
- Springtime for Pluto (1944)
- First Aiders (1944)
- The Eyes Have It (Donald Duck, 1945)
- Dog Watch (1945)
- Canine Casanova (1945)
- The Legend of Coyote Rock (1945)
- Canine Patrol (1945)
- Pluto's Kid Brother (1946)
- In Dutch (1946)
- Squatter's Rights (Mickey Mouse, 1946)
- The Purloined Pup (1946)
- Pluto's Housewarming (1947)
- Rescue Dog (1947)
- Mail Dog (1947)
- Pluto's Blue Note (1947)
- Mickey's Delayed Date (Mickey Mouse, 1947)
- Bone Bandit (1948)
- Pluto's Purchase (1948)
- Mickey Down Under (Mickey Mouse, 1948)
- Cat Nap Pluto (1948)
- Pluto's Fledgling (1948)
- Mickey and the Seal (Mickey Mouse, 1948)
- Pueblo Pluto (1949)
- Pluto's Surprise Package (1949)
- Pluto's Sweater (1949)
- Bubble Bee (1949)
- Sheep Dog (1949)
- Pluto's Heart Throb (1950)
- Pluto and the Gopher (1950)
- Wonder Dog (1950)
- Primitive Pluto (1950)
- Puss Cafe (1950)
- Pests of the West (1950)
- Food for Feudin' (1950)
- Camp Dog (1950)
- Cold Storage (1951)
- Plutopia (1951)
- Cold Turkey (1951)
- R'coon Dawg (Mickey Mouse, 1951)
- Pluto's Party (Mickey Mouse, 1952)
- Pluto's Christmas Tree (Mickey Mouse, 1952)
- The Simple Things (Mickey Mouse, 1953)
- The Prince and the Pauper (Mickey Mouse, 1990)
- Runaway Brain (Mickey Mouse, 1995)
- Once Upon a Studio (Mickey Mouse (cameo), 2023)